# كارلو جرانو
كارلو جرانو (بالإيطالية: Carlo Grano)‏ هو عالم عقيدة ودبلوماسي إيطالي، ولد في 14 أكتوبر 1887 في روما في إيطاليا، وتوفي بنفس المكان في 2 أبريل 1976.